# Турный вагон
Турный вагон — железнодорожный вагон, предназначенный для проезда лиц, сопровождающих груз или вагоны в пути их следования, либо обслуживающих локомотивы при турной езде. 
Турные вагоны используются подразделениями обслуживания и ремонта пути, а также при обслуживании грузовых поездов. Специализированные турные вагоны, предназначенные для сопровождения хоппер-дозаторных поездов и поездов из четырёхосных думпкаров, оборудуются компрессорами, которые используются для одновременного открытия нижних люков или опрокидывания кузовов вагонов при разгрузке.
В качестве турного вагона в настоящее время применяются как специально выпускаемые, так и переоборудованные вагоны пассажирского парка, служебные (дизельные) вагоны рефрижераторных секций, крытые грузовые вагоны, платформы с сооруженными на них постройками и другие. Также строятся специальные турные модули.
Турные вагоны включают в себя купе для персонала, кухонные и душевые блоки, сушилки, кладовые. Наиболее современные в России турные вагоны — моделей 61-4483 и 61-4484, которые производятся с 2011 года на Тверском вагоностроительном заводе.
В современной России наряду с профессиональным термином «турный вагон» может использоваться описательное наименование этого типа, как «вагон сопровождения грузовых и хозяйственных поездов».